# Condado de Jaf
Condado de Jaf o shahrestan de Jaf (en persa: شهرستان خواف, Šahrestâne Xvâf) es un condado en la provincia de Jorasán Razaví en Irán. La capital del condado es Jaf, una pequeña ciudad fronteriza a unos 350 km de Mashhad.
La ciudad histórica de Zozan se encuentra cerca de Jaf y está registrada en la lista provisional iraní para su nominación como Patrimonio de la Humanidad de la UNESCO. En el censo de 2006, la población del condado era de 108.964, con 23.896 familias.
El condado tiene cuatro distritos: 
- Distrito Central
- Distrito de Sangan
- Distrito de Jolgeh Zozan
- Distrito de Salami

Y cinco ciudades: Jaf, Nashtifan, Qasemabad, Salami y Sangan.